# 小行星7343
小行星7343（英語：7343 Ockeghem）是一颗围绕太阳公转的小行星。1992年4月4日，艾瑞克·怀特·埃尔斯特在拉西拉天文台发现了此天体。
这颗小行星的绝对星等为44.17885等。
小行星7343被命名为奥克冈，得名于弗莱芒作曲家约翰内斯·奥克冈。